# Эксперимент Фестингера
Экспериме́нт Лео́на Фе́стингера (англ. Leon Festinger) — серия экспериментов в социальной психологии, проведенных американскими психологами Леоном Фестингером и Джеймсом Мериллом Карлсмитом в 1956 году и подробно описанные в статье «Когнитивные последствия принудительной уступчивости» (Cognitive consequences of forced compliance // J. Abnorm. Soc. Psychol.; 1959).

## Эксперимент
В рамках теории когнитивного диссонанса, разработанной в 1957 году, Леон Фестингер утверждает, что человек по природе стремится к согласованности своих внутренних установок и публичных действий. В случае, когда возникает противоречие между установками и действиями индивида, он старается рационализировать свое поведение. Более того, в случае возникшего когнитивного диссонанса, индивид всеми силами будет стараться избегать ситуаций, влекущих за собой его возрастание. Однако, если действия индивида расходятся с его внутренними установками по причине давления извне (например, угроза применения силы или обещание вознаграждения), то степень диссонанса уменьшается. Одним из способов редуцирования диссонанса является изменение собственного мнения и установок таким образом, чтобы они согласовывались с публичными действиями индивида.
В подтверждение своей теории Фестингер проводит ряд психологических экспериментов, имеющих своей целью доказать стремление индивидов избежать возникновения ситуации когнитивного диссонанса, а также пронаблюдать способы реакции индивидов на возникшее состояние.

### Описание
В классическом эксперименте Фестингера и Карлсмита принимали участие студенты Стэнфордского университета. Испытуемым объяснили, что целью проводимого эксперимента является изучение уровня производительности, чтобы впоследствии повысить его, опираясь на результаты. В эксперименте принял участие 71 человек.
В ходе эксперимента им были предложены скучные и бессмысленные задания. Первые полчаса испытуемые перекладывали 12 катушек с подноса на стол, используя только одну руку, следующие полчаса они поворачивали 48 рычагов, вкрученных в доску, по часовой стрелке, так же пользуясь только одной рукой. Во время эксперимента в лаборатории присутствовал экспериментатор с секундомером и блокнотом, в котором он делал пометки.
После того, как испытуемый справлялся с заданием, экспериментатор озвучивал выдуманную цель эксперимента — изучение влияния ожиданий на выполнение работы. Затем участнику сообщалось, что он состоит в группе, членам которой заранее не предоставлялась информация об эксперименте. Участнику предлагалось на время поработать помощником экспериментатора (который временно отсутствует) и охарактеризовать следующим испытуемым работу, которую им предстоит выполнить, как интересную и приятную, тем самым обмануть их. Ему выдавался лист с пометкой «Для группы Б». Задача усложнялась тем, что участник эксперимента должен был убедить последующих испытуемых в том, что задания увлекательны и интересны. Все участвующие в эксперименте были разделены на три группы: одной группе предлагался 1$ за обман, другой — 20$, третья группа была контрольной и в обмане не участвовала. Некоторые участники эксперимента отказались от предложенной роли даже за вознаграждение, однако большинство приняло предложение.

### Результаты
По окончании эксперимента все три группы испытуемых были проинтервьюированы сотрудником факультета психологии, который предлагал участникам оценить проведенный эксперимент по 4 критериям:
- Насколько увлекательными были задания? (Were the tasks interesting and enjoyable?)
- Что нового узнал испытуемый? (Did the experiment give the subject an opportunity to learn about their own abilities?)
- Насколько был важен данный эксперимент? (Would the subject say that the experiment as he had experienced it was actually likely to measure anything important?)
- Имеет ли индивид желание поучаствовать в подобных экспериментах? (Would the subject have any desire to participate in another similar experiment?)

Однако не все участники эксперимента строго следовали предписанным правилам. Так, 5 человек, которым было предложено вознаграждение (троим был предложен 1$, а двоим — 20$) нашли весьма подозрительной идею получить плату за обман, этот факт заставил их усомниться в истинной цели эксперимента. Двое участников, получивших 1$, рассказали последующим испытуемым, что задания были скучными, но им заплатили за то, чтобы они соврали. Трое испытуемых отказались участвовать в обмане, несмотря на обещанное вознаграждение. Ещё один участник, которому заплатили 1$, дал положительную характеристику заданиям, однако затем попросил номер телефона следующего участника, чтобы все рассказать ему после эксперимента. В конечном итоге осталось 60 испытуемых, на основе ответов которых были выведены результаты эксперимента.
Наибольший интерес для исследователей представляли ответы на первый вопрос, так как особых расхождений в ответах на три остальных вопроса не наблюдалось. Шкала ответов на первый вопрос предполагала диапазон от −5 до 5, где «-5» означало «скучные, неинтересные», «0» — «нейтральные» и «+5» — «интересные, увлекательные». Участники контрольной группы в большинстве своем нашли задания скучными и неинтересными, что было вполне ожидаемо. Участники, которым заплатили 20$, оценили задания как нейтральные. Испытуемые, получившие 1$ за обман, отметили, что выполняемая работа была увлекательной и захватывающей. По мнению Фестингера и Карлсмита, такая оценка была вполне предсказуема и оправдывала теорию когнитивного диссонанса. В ходе эксперимента у участников однодолларовой и двадцатидолларовой групп развился диссонанс, в результате которого возникло несоответствие между монотонностью заданий и показным энтузиазмом. Однако, если испытуемые последней группы могли оправдать возникшую ситуацию тем, что им хотя бы заплатили приличную сумму за обман, и тем самым попытаться редуцировать состояние психологического дискомфорта, то участникам однодолларовой группы пришлось изменить свое восприятие ситуации и свои мысли по этому поводу, чтобы избежать возникновения диссонанса.

### Выводы
Результаты эксперимента наглядно подтвердили положения теории когнитивного диссонанса Леона Фестингера. Фестингер полагал, что наиболее выраженным состояние диссонанса будет именно тогда, когда расхождение установок будет иметь наибольшее значение для испытуемого. В данном случае предполагалось, что большинство людей убеждены в своей природной честности, поэтому несоответствие будет выражено особенно ярко. И действительно, члены однодолларовой группы, столкнувшись с несовпадением деятельности и её описанием, были вынуждены убедить себя в увлекательности заданий, чтобы избежать психологического дискомфорта и оправдать ложь, к которой им пришлось прибегнуть. Произошло изменение действующих установок и редуцирование состояния диссонанса.

## Аналогичные эксперименты
Американский психолог Артур Коэн провел аналогичный эксперимент на студентах Йельского университета сразу после студенческого бунта, который жестоко подавила полиция Нью-Хэйвена. Студентам предлагалось написать эссе, в котором они бы оправдывали действия полиции, так как экспериментаторы нуждались в убедительной аргументации в пользу полиции. За написанное эссе студентам предлагалось вознаграждение. Так, одной группе заплатили 50 центов, другой — 1 доллар, третьей — 5 долларов и последней предлагалось 10 долларов за проделанную работу. После написания эссе экспериментатор предлагал испытуемым заполнить опросник, в котором определялось отношение студентов к полиции. Контрольная группа эссе не писала, её отношение выяснялось из ответов на опросник. Результаты эксперимента показали, что чем больше было вознаграждение, тем меньше был диссонанс. Так, те студенты, которые писали эссе за 50 центов, в конечном итоге сменили отношение на более благожелательное, чем те, кто писал за доллар. А писавшие эссе за доллар проявили более доброжелательное отношение, чем получившие 5 долларов. Отношение к полиции у пяти- и десятидолларовых групп сильно не различалось. У контрольной группы оно было резко негативным.

## Критика
Основными критиками эксперимента Фестингера были Наталия Чапанис и Альфонс Чапанис. Они сомневались в том, что условия данного эксперимента способствовали созданию диссонанса как такового. Участники контрольной группы оценили задание как нейтральное или скучноватое, в то время как сам Фестингер предполагал, что именно монотонность и однообразность заданий приведет к переживанию диссонанса. В таком случае, как утверждают Наталия и Альфонс Чапанис, либо предложенные задания были не сильно утомляющими и однообразными, чтобы повлиять на состояние испытуемых, либо приведенные перед испытанием ложные инструкции о цели эксперимента показались участникам настолько интересными, что повторяющийся и скучный характер заданий не вызывали психологический дискомфорт. Более того, критике подверглась и оплата эксперимента. Испытуемыми были студенты, 20$ были большими деньгами для них даже за целый день работы, поэтому, когда им предлагали такую высокую плату за получасовую бессмысленную работу, было неудивительно, что многие чувствовали подвох и даже отказывались от участия. Таким образом, Наталия и Альфонс Чапанис сделали вывод, что участники могли обманывать или отвечать уклончиво, оценивая эксперимент, потому что испытывали недоверие к целям эксперимента.

## Влияние на экономику
Идеи и эксперименты Леона Фестингера впоследствии нашли отражение в теории поведенческой экономики. Приверженцы этого направления утверждают, что на принятие экономических решений оказывают влияние психологические факторы, в том числе и когнитивные. Таким образом, экономические агенты всеми силами будут стремиться оправдать принятые решения, если они оказались иррациональными и даже губительными, тем самым пытаясь уменьшить возникшее чувство диссонанса. Эмоциональный и когнитивный факторы в особенности будут проявляться в деятельности инвесторов и банкиров.